# Baugé-en-Anjou
Baugé-en-Anjou és un municipi nou francès, creat l'1 de gener de 2013, situat al departament de Maine i Loira i a la regió de País del Loira. En el moment de la seua creació, tenia 6.404 habitants.
Aquest municipi nou resulta de la fusió del munipis delegats de Baugé, Montpollin, Pontigné, Saint-Martin-d'Arcé i Le Vieil-Baugé. La seua seu administrativa és Baugé.
L'1 de gener de 2016, Baugé-en-Anjou va absorbir els municipis de Bocé, Chartrené, Cheviré-le-Rouge, Clefs-Val d'Anjou, Cuon, Échemiré, Fougeré, Le Guédeniau i Saint-Quentin-lès-Beaurepaire que també van esdevenir municipis delegats.